# Neobeguea leandriana
Neobeguea leandriana är en tvåhjärtbladig växtart som beskrevs av J.F. Leroy. Neobeguea leandriana ingår i släktet Neobeguea och familjen Meliaceae. Inga underarter finns listade i Catalogue of Life.